# Calefattorio

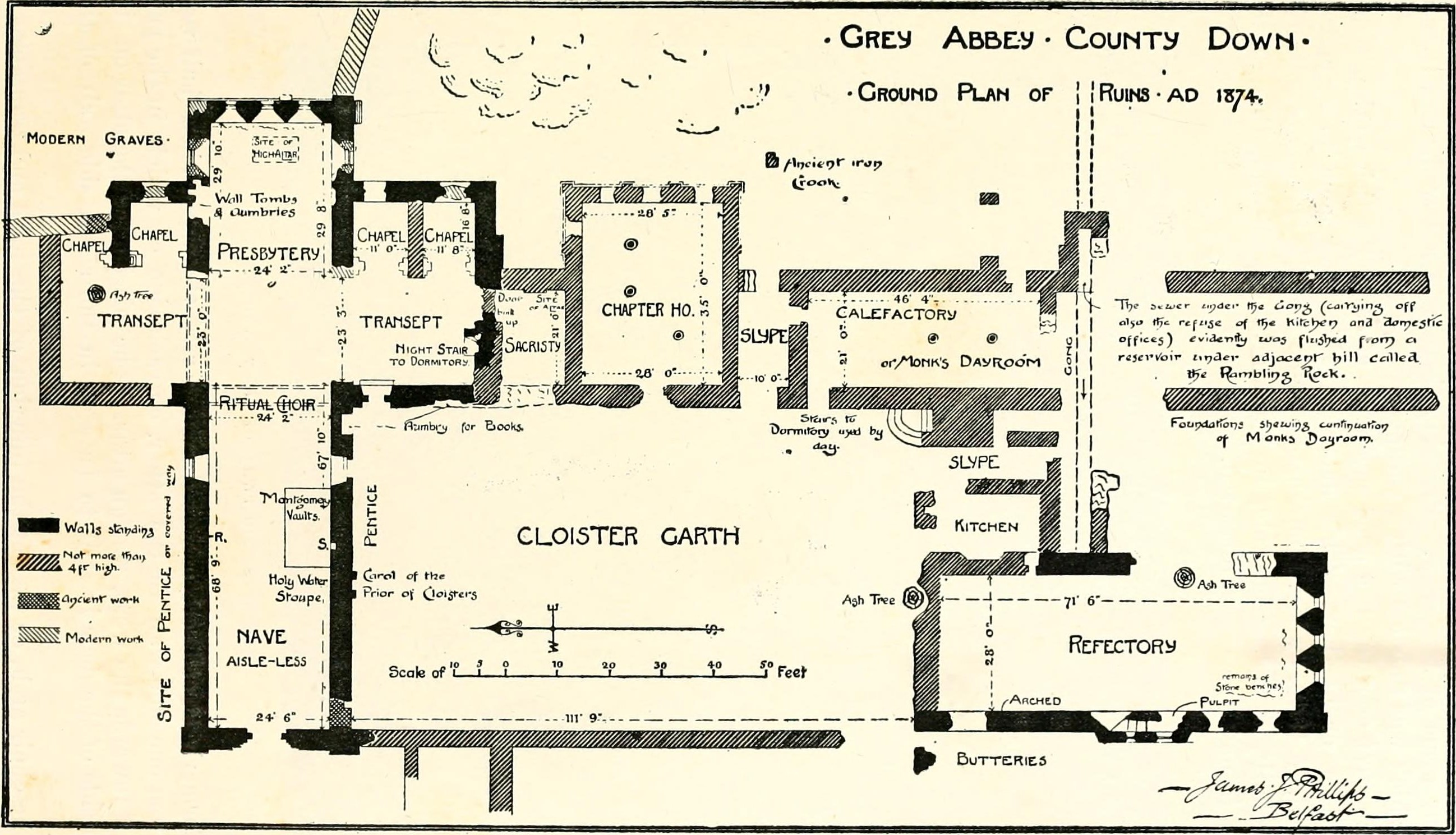
Planimetria della Grey Abbey nella contea di Down, Irlanda del Nord. Si può vedere il calefattorio (calefactory) nell'angolo sud-est (in alto a destra nella mappa).

Il calefattorio (latino: calefactorium, da calefacio: riscaldare) era una stanza o un edificio fondamentale di un monastero medievale nell'Europa occidentale. Questo ambiente era adibito al mantenimento di un fuoco comune che i monaci potevano usare per riscaldarsi dopo lunghe ore di studio nel chiostro (non riscaldato) o altre attività. Nell'Alto Medioevo il calefattorio era uno dei pochi ambienti riscaldati del monastero – gli altri erano l'infermeria, la foresteria e la cucina – ma questa politica fu progressivamente abbandonata, tranne che da pochi ordini particolarmente rigorosi, a partire dal periodo tardomedievale, quando i camini divennero comuni in tutti gli edifici claustrali.
Il calefattorio era sempre uno degli edifici che circondavano il chiostro, dal quale vi si accedeva. Oltre a fungere da luogo di temporaneo riparo dal freddo, la sala veniva utilizzata anche per le operazioni di rasatura e tonsura dei monaci nei mesi invernali, nonché per alcune pratiche mediche come i salassi; il fuoco nel camino veniva inoltre sfruttato per sciogliere il grasso necessario ad ungere il cuoio delle scarpe o per liquefare gli inchiostri da utilizzare negli scriptoria.
Spesso il calefattorio si trovava vicino al refettorio così che i monaci potessero godere del calore durante i pasti comuni. In molti monasteri, sopra il calefattorio venne costruito un piano superiore che fungeva da archivio, dove gli statuti dell'ordine, gli atti e altri documenti legali erano conservati al riparo dall'umidità.